# Vandrimare
Vandrimare település Franciaországban, Eure megyében. Lakosainak száma 966 fő (2022. január 1.).

## Népesség
A település népessége az elmúlt években az alábbi módon változott:
| Lakosok száma | 427  | 660  | 773  | 995  | 982  | 960  | 959  | 961  | 966  | 966  |
|               | 1968 | 1982 | 1990 | 2006 | 2013 | 2015 | 2017 | 2019 | 2020 | 2022 |